# Jon Lucien
Lucien Leopold Harrigan (Tortola, 8 de enero de 1942 – Orlando (Florida), 18 de agosto de 2007), conocido profesionalmente como Jon Lucien, fue un cantante de las Islas Vírgenes.

## Biografía
Lucien creció en Santo Tomás. Sus padres fueron Eric "Rico" Lucien Harrigan y Eloise Turnbull Harrigan. Su padre era músico cuyo instrumento preferido era la guitarra de tres cuerdas llamada Tres cubano. Cuando era joven, tocó el bajo en la banda de su padre. En lña década de los 60, se trasladó a Nueva York. Mientras tocaba en una fiesta, fue descubierto por un ejecutivo de RCA Records, que le produjo su álbum de debut (I Am Now, 1970) basado en standards pop y jazz. Lucien afirmó que el sello intentó promocionarlo como un "Sinatra negro". Su segundo álbum, "Rashida", contenía únicamente canciones escritas por Lucien, y "Lady Love" se difundió en la radio. Dave Grusin recibió una nominación a los Grammy por sus arreglos. Grabó dos álbumes para Columbia antes de hacer su aparición como invitado en Yesterday's Dreams de Alphonso Johnson y Mr. Gone de Weather Report.
En 1980, la hija de Lucien se ahogó y le llevó a estar más de una década enganchado a las drogas. Volvió a la música con los álbumes Listen Love (Mercury, 1991) y Mother Nature's Son (Mercury, 1993). Otra dde sus hijas murió en el accidente en el Vuelo 800 de TWA, y Lucien le dedicó su álbum Endless Is Love (1997).
Murió de una insuficiencia respiratoria en Orlando, Florida el 18 de agosto de 2007.

## Discografía
- I Am Now (RCA Victor, 1970)
- Rashida (RCA Victor, 1973)
- Mind's Eye (RCA Victor, 1974)
- Song for My Lady (Columbia, 1975)
- Premonition (Columbia, 1976)
- Romantico (Precision, 1980)
- Inside Moves (Elektra,1984)
- Listen Love (Mercury, 1991)
- Mother Nature's Son (Mercury, 1993)
- Endless Is Love (Shanachie, 1997)
- By Request (Shanachie, 1999)
- Precious Is Love (Love Arts, 1999)
- Man from Paradise (Sugar Apple Music, 2002)
- Live in NYC (Sugar Apple Music, 2003)
- A Time for Love (Sugar Apple Music, 2004)
- The Wayfarer (Sugar Apple Music, 2008)[4]